# Guano (cantão)
Guano é um cantão do Equador localizado na província de Chimborazo.
A capital do cantão é a cidade de Guano.